# Девичья Дубрава
Девичья Дубрава — деревня в Краснинском районе Смоленской области России. Входит в состав Нейковского сельского поселения. По состоянию на 2007 год постоянного населения не имеет. 
Расположена в западной части области в 14 км к западу от Красного, в 14 км южнее автодороги М1 «Беларусь», на берегу реки Ржавка. В 13 км северо-западнее деревни расположена железнодорожная станция О.п. 478-й км на линии Москва — Минск. 

## История
В "Списке населённых мест Смоленской губернии по сведениям 1859 г." в деревне 8 дворов, и 101 человек населения - 49 мужчин и 52 женщины. В той же книге деревня указана, как стоящая при реке Дивиченке.
На 1904 год, согласно Списка населённых мест Смоленской губернии, в деревне 18 дворов, в которых проживало 140 человек - 72 мужчины и 68 женщин, имелась школа грамотности.
В годы Великой Отечественной войны деревня была оккупирована гитлеровскими войсками в июле 1941 года, освобождена в сентябре 1943 года.